# Fauji
Fauji (Devanagari: फौजी, nastaliq: فوجی, traducción: Soldado) es una serie de televisión india que sigue el entrenamiento de un regimiento de comando del Ejército Indio. Fue el debut de Shahrukh Khan en televisión. Se emitió en DD National en 1988 y fue producido por New Film Addicts.

## Reparto
- Rakesh Sharma como Mayor Vikram Rai.
- Amina Shervani como Kiran Kochar.
- Shahrukh Khan como Tte. Abhimanyu Rai.[2]
- Manjula Avtar como Cap. Madhu Rathor
- Vishwajeet Pradhan como Yaseen Khan.
- Sanjay Taneja como Kishore.
- Vikram Chopra como Tte. Varuneshwar Singhji Parmeshwar Singhji Chawhan.
- Gautam Bharadwaj como Tte. Peter Monteiro
- A. Kannan como Mayor Narayanan.
- Ajay Trihan como Tte. Devender Singh
- Sonal Dabral como Tte. Arun
- Nikhil Dewan
- Neeraj Joshi como Tte. Neeraj